# Veľký Slivník
Veľký Slivník (ungarisch Nagyszilva) ist eine Gemeinde im Osten der Slowakei mit 324 Einwohnern (Stand 31. Dezember 2024) im Okres Prešov, einem Teil des Prešovský kraj, und wird zur traditionellen Landschaft Šariš gezählt.

## Geographie

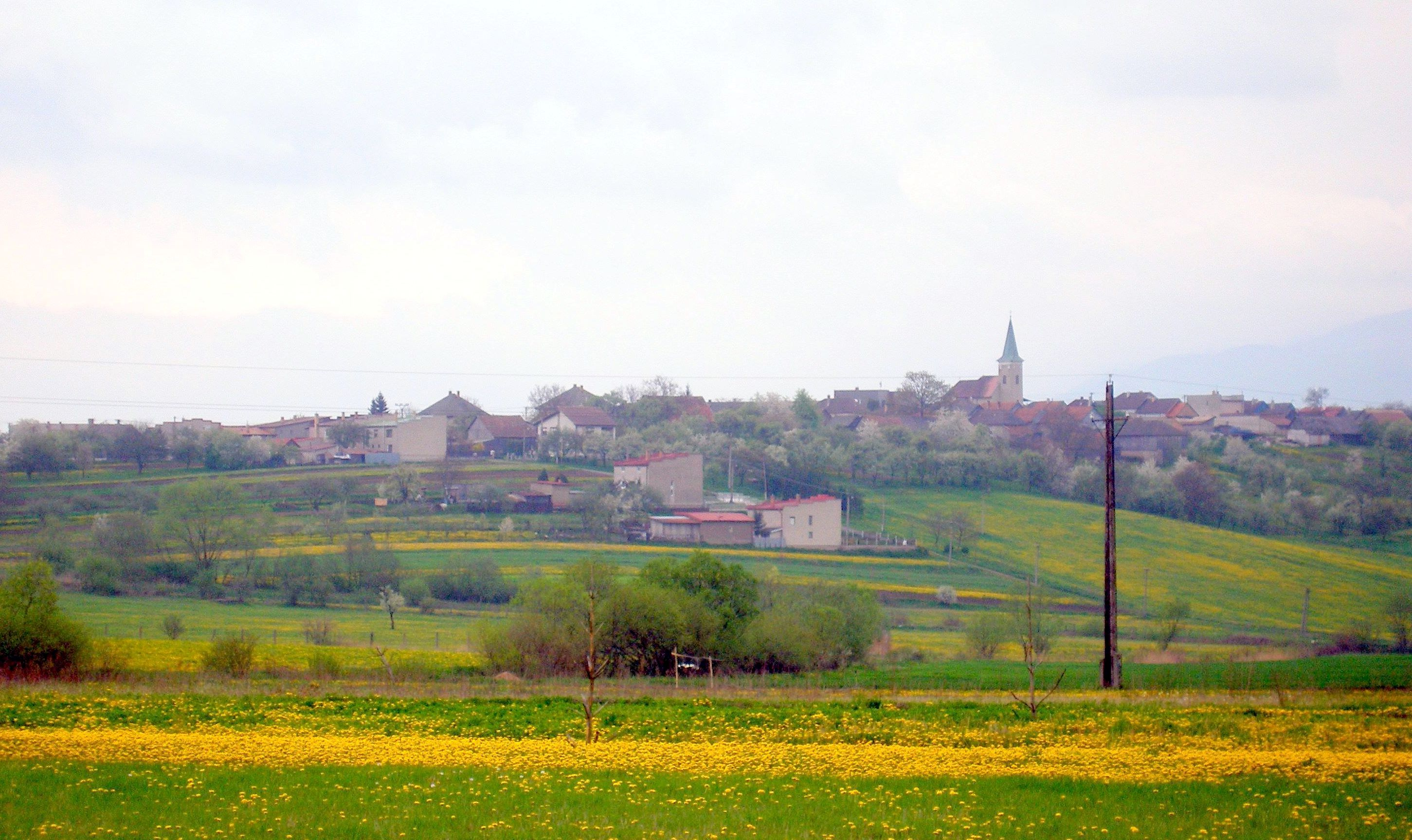
Veľký Slivník

Die Gemeinde befindet sich am östlichen Rand des Zwischengebirges Spišsko-šarišské medzihorie und am Fuße des Gebirges Čergov, zwischen den Zuflüssen von Sekčov und Ternianka im Einzugsgebiet  der Torysa. Das Ortszentrum liegt auf einer Höhe von 389 m n.m. und ist 20 Kilometer von Prešov entfernt.
Nachbargemeinden sind Geraltov (Ortsteil Žatkovce) im Norden, Raslavice (Ortsteil Vyšné Raslavice) im Nordosten, Demjata im Osten, Tulčík im Südosten, Záhradné im Süden, Terňa und Mošurov im Südwesten und Malý Slivník im Westen und Nordwesten.

## Geschichte
Veľký Slivník wurde zum ersten Mal 1282 als Scylwa schriftlich erwähnt, als die Familie Méry das ehemalige königliche Grenzgut als Lehen erhielt, 1312 ging eine Hälfte an die Gutsherren von Svinia. Weitere historische Bezeichnungen sind unter anderen Nogzylua (1350) und Welký Sliwnik (1773). 1427 wurden 29 Porta verzeichnet, und der Ort war Besitz der Abtei in Pannonhalma, später der Familien Forgách, Sztankay, im 19. Jahrhundert Semsey. 1787 hatte die Ortschaft 31 Häuser und 267 Einwohner, 1828 zählte man 45 Häuser und 346 Einwohner, die als Landwirte und Obstbauern beschäftigt waren.
Bis 1918/1919 gehörte der im Komitat Sáros liegende Ort zum Königreich Ungarn und danach zur Tschechoslowakei beziehungsweise heute Slowakei. Nach 1918 waren die Einwohner weiterhin als Landwirte und Obstbauern tätig, es gab zudem eine Ziegelei. Ein Teil der Einwohner pendelte zur Arbeit nach Prešov.

## Bevölkerung
| Jahr                | 1994 | 2004     | 2014    | 2024    |
| ------------------- | ---- | -------- | ------- | ------- |
| Anzahl der Personen | 284  | 316      | 341     | 324     |
| Unterschied         |      | +11,26 % | +7,91 % | −4,98 % |

| Jahr                | 2023 | 2024    |
| ------------------- | ---- | ------- |
| Anzahl der Personen | 323  | 324     |
| Unterschied         |      | +0,30 % |

Nach der Volkszählung 2011 wohnten in Veľký Slivník 337 Einwohner, davon 330 Slowaken und ein Mährer. Sechs Einwohner machte keine Angabe zur Ethnie.
324 Einwohner bekannten sich zur römisch-katholischen Kirche und drei Einwohner zur griechisch-katholischen Kirche. Ein Einwohner war konfessionslos und bei neun Einwohnern wurde die Konfession nicht ermittelt.

## Baudenkmäler
- römisch-katholische Kirche Mariä Himmelfahrt aus dem 16. Jahrhundert, nach 1700 barockisiert und 1799 im klassizistischen Stil umgebaut[6]

## Verkehr
Durch Veľký Slivník führt die Straße 3. Ordnung 3452 von Veľký Šariš (Anschluss an die Straße 1. Ordnung 68) nach Demjata (Anschluss an die Straße 2. Ordnung 545). Der nächste Bahnanschluss ist in Demjata an der Bahnstrecke Kapušany pri Prešove–Bardejov.